# Passer diffusus
El gorrión sudafricano (Passer diffusus) es una especie de ave paseriforme de la familia Passeridae propia de África austral. Anteriormente se consideró una subespecie del gorrión gris (Passer griseus). 

## Distribución y hábitat
Se distribuye en las sabanas y bosques de Angola, Zambia, Malaui, en las zonas costeras de Tanzania, en las islas de Pemba, Zanzíbar y Mafia, y en Mozambique, Zimbabue, Namibia, Lesoto, Suazilandia y Sudáfrica, donde está expandiendo su rango y son mantenidos como aves de jaula, al igual que su pariente el serín culiblanco (Serinus leucopygius).

## Subespecies
Se reconocen cuatro subespecies:
- P. d. diffusus (A. Smith, 1836)– desde Angola y Namibia hasta el oeste de Zimbabue y el norte de Sudáfrica;
- P. d. luangwae Benson, 1956– al este de Zambia;
- P. d. mosambicus Someren, 1921– al sureste de Zambia, el norte de Mozambique y el sudeste de Tanzania;
- P. d. stygiceps Clancey, 1954– desde el norte de Zimbabue y el sur de Malaui hasta el sur Mozambique y el este de Sudáfrica.